# Airbus A350
O Airbus A350 XWB é uma aeronave widebody bimotor turbofan, desenvolvida e fabricada pela Airbus. O A350 é a primeira aeronave fabricada pela Airbus com fuselagem e asas feitas principalmente com fibra de carbono e polímero. Tem uma capacidade máxima entre 280 e 366 passageiros. O A350 foi desenvolvido para substituir os Airbus A340, quadrimotores que pararam de ser produzidos em 2011, e competir com o Boeing 787 Dreamliner.
O A350 foi projetado em 2004, com o layout de fuselagem do A330 e novas características aerodinâmicas e motores. Em 2006, a Airbus redesenhou a aeronave, após críticas de companhias aéreas e a renomeou como A350 XWB (Xtra Wide Body). Os custos de desenvolvimento foram estimados em 11 bilhões de euros (15 bilhões de dólares, ou 9,5 bilhões de libras esterlinas). Até janeiro de 2018, a Airbus havia recebido 854 encomendas de 45 companhias aéreas. O primeiro voo foi realizado em 15 de junho de 2014, partindo do Aeroporto de Toulouse-Blagnac, França. A certificação da Agência Europeia para a Segurança da Aviação foi recebida em setembro de 2014 e certificação da Administração Federal de Aviação foi recebida em novembro de 2014. Em 15 de janeiro de 2015, o A350 entrou em serviço com a Qatar Airways, cliente de lançamento da aeronave.

## Desenvolvimento

### Início
As companhias aéreas forçaram a Airbus para projetar um concorrente para o Boeing 787 Dreamliner, que propôs inicialmente o A330-200 Lite, um derivado do A330 com melhor aerodinâmica e motores semelhantes aos do 787. A empresa planejava anunciar esta versão em 2004 no Show Aéreo de Farnborough, mas não prosseguiu com o projeto.
Em 16 de setembro de 2004, o CEO da Airbus Noël Forgeard confirmou um novo projeto durante uma reunião privada com companhias aéreas. Ele não deu um nome ao projeto e não especificou se seria um design completamente novo ou uma modificação de uma aeronave existente. As companhias aéreas não estavam satisfeitas e exigiram um novo projeto da Airbus. A versão original do A350 era semelhante ao A330 devido à sua fuselagem. A nova asa, motores e estabilizador horizontal seriam fabricados com novos materiais compostos. Em 10 de dezembro de 2004, os conselhos da EADS e BAE Systems, seguindo os acionistas da Airbus, aprovaram a aeronave e ela foi formalmente nomeada como Airbus A350.
Em 13 de junho de 2005, no Show Aéreo de Paris, a Qatar Airways anunciou uma encomenda de 60 A350. A Emirates Airlines procurou um design mais aperfeiçoado e decidiu não encomendar o A350.
Em 6 de outubro de 2005, o programa foi anunciado com um custo de desenvolvimento estimado de cerca de 3,5 bilhões de euros. O A350 foi inicialmente planejado para ser uma aeronave com capacidade de 250 a 300 passageiros derivada do A330. Neste projeto, o A350 teria modificado as asas e novos motores, tendo a mesma seção transversal da fuselagem do A330. A fuselagem era constituída principalmente de alumínio-lítio, em vez do polímero e fibra de carbono empregados no 787. Foi anunciado duas versões: o A350-800, capaz de voar 8 800 milhas náuticas (16 300 quilômetros), com capacidade para 253 passageiros em configuração de três classes, e o A350-900, capaz de voar 7 500 milhas náuticas (13 900 quilômetros), com capacidade para 300 passageiros em configuração de três classes. Ele foi projetado para ser um concorrente direto do 787-9 e 777-200ER.
O A350 foi criticado publicamente por dois clientes da Airbus, a International Lease Finance Corporation (ILFC) e GE Capital Aviation Services (GECAS). Em 28 de março de 2006, o presidente da ILFC Steven Udvar e o presidente da GECAS Henry Hubschman pediram para a Airbus rever o projeto e adotar outro material para a fuselagem. Em abril de 2006, ao analisar os projetos do 787 e A350, o CEO da Singapore Airlines Chew Choon Seng, citou que mesmo tendo dificuldades em projetar uma nova asa e cauda, a Airbus deveria ter projetado a fuselagem com polímero e fibra de carbono. A Airbus respondeu afirmando que estavam sendo estudadas propostas de melhoria no projeto. Como as grandes companhias aéreas como Qantas e Singapore Airlines escolheram o 787 em vez do A350, foi designada uma equipe de engenharia para produzir novos modelos alternativos.

### Novo projeto e lançamento
Em 14 de julho de 2006, durante o Show Aéreo de Farnborough, a aeronave foi oficialmente apresentada como A350 XWB (Xtra Wide Body). Houve especulações sobre o nome da aeronave, que poderia ser designada como Airbus A370 ou A280. A Airbus, acidentalmente, referiu-se a aeronave como "A280" em uma publicação na revista Financial Times. Após quatro dias, a Singapore Airlines encomendou 20 aeronaves A350. O novo projeto do A350 incluiu uma seção transversal da fuselagem mais larga, permitindo fileiras de assentos em configurações de 2-4-2 ou 3-4-3, com uma capacidade máxima de 475 passageiros.

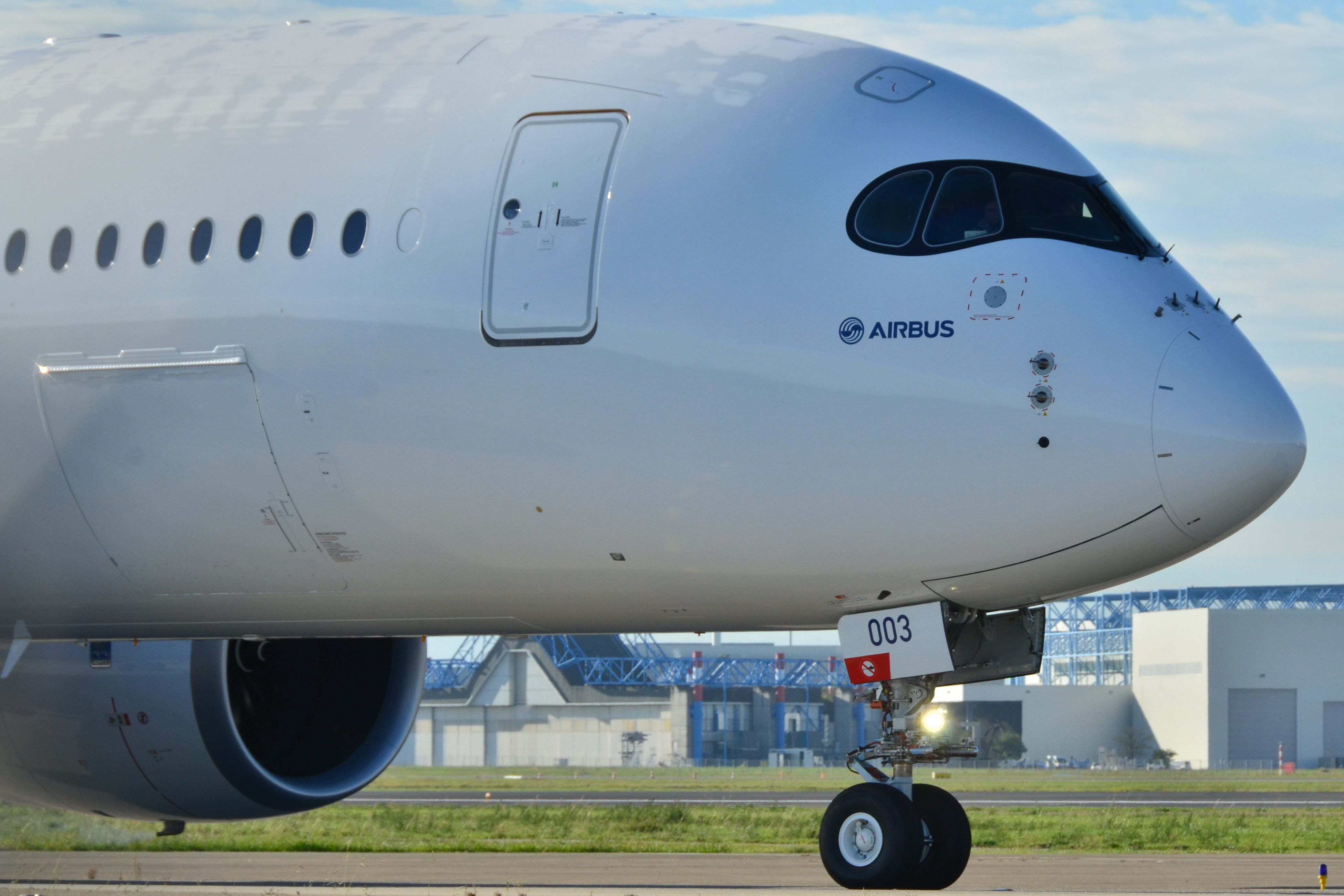
Nariz distintivo do A350.

Em 1 de dezembro de 2006, o conselho de administração da Airbus aprovou o lançamento comercial do A350-800, -900 e -1000. A decisão do lançamento sofreu atrasos por causa do lançamento e testes do Airbus A380. O CEO da EADS Thomas Enders afirmou que o projeto do A350 poderia não prosseguir, devido aos altos custos. No entanto, foi decidido que o projeto seria financiado principalmente por fluxo de caixa. A primeira entrega do A350-900 estava prevista para meados de 2013. Novos detalhes técnicos do A350 foram revelados numa conferência de imprensa em dezembro de 2006. Em 4 de janeiro de 2007, a Pegasus Aviation Finance Company fez a primeira encomenda firme para o A350 XWB, com uma encomenda de duas aeronaves.
A mudança de design impôs um atraso de dois anos no cronograma original e aumentou os custos de desenvolvimento de 5,3 bilhões de dólares para cerca de 10 bilhões de dólares. O custo total de desenvolvimento para o A350 foi estimado em 15 bilhões de dólares pela Reuters. Em meados de 2013, a data de entrega original do A350 mudou, já que a montagem final foi no terceiro trimestre de 2012 e o primeiro voo foi no segundo trimestre de 2013. Como resultado, o programa de testes de voo mudou de 15 meses para 12 meses. O engenheiro-chefe do A350 Didier Evrard afirmou que os atrasos afetaram apenas o A350-900, enquanto as variantes -800 e -1000 permaneceram inalterados.

### Fase de projetos

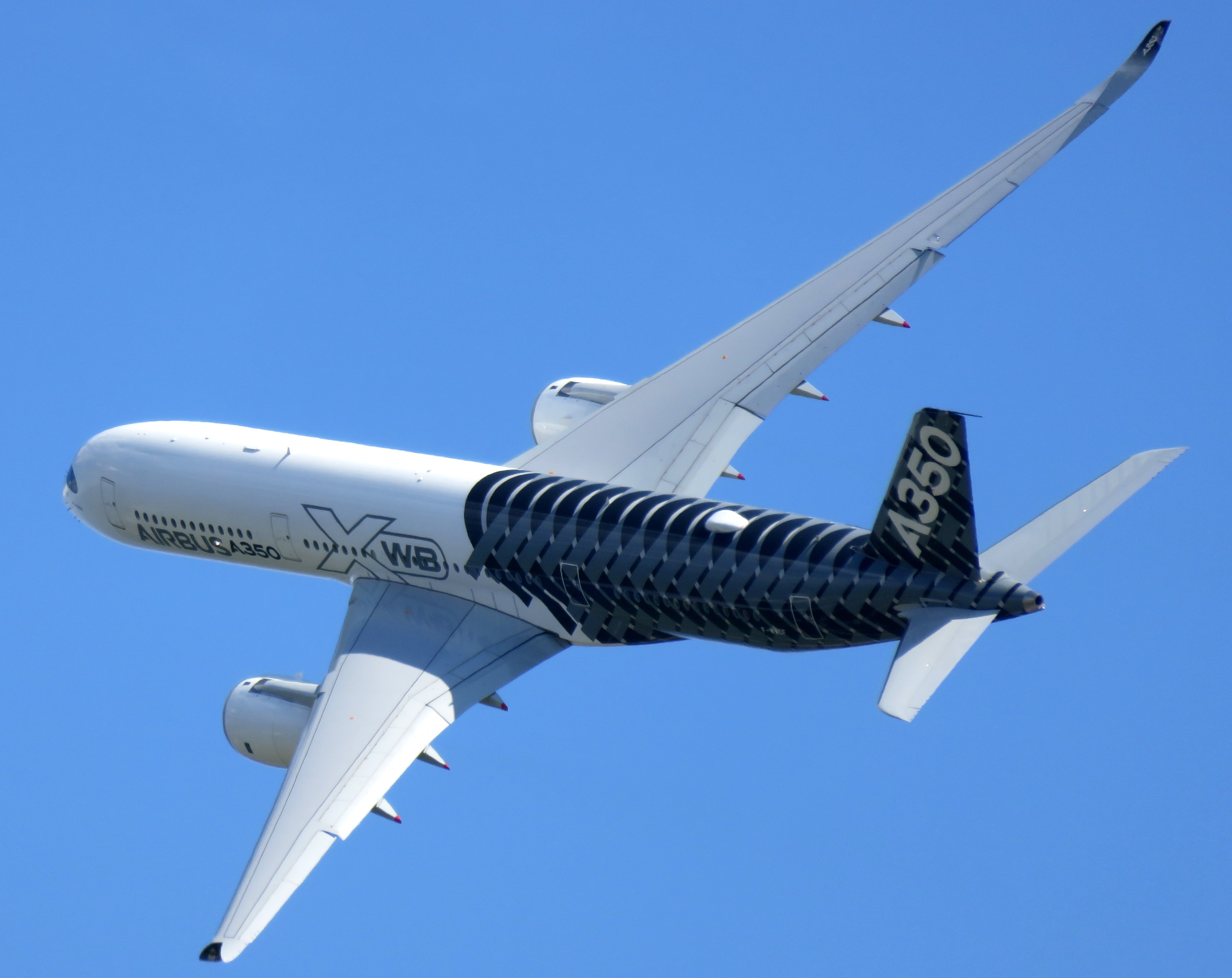
Protótipo da aeronave durante demonstração.

O projeto foi iniciado como uma alternativa baseada no conhecido A330. Ao sofrer diversas críticas de compradores devido à eficiência da aeronave quando comparada aos concorrentes 777 e 787, a Airbus decidiu realizar modificações no projeto, como o alargamento da fuselagem, aumento velocidade de cruzeiro (Mach 0,85), melhoria da eficiência dos motores e aumento da asa. Estima-se que as modificações realizadas poderiam gerar economia de combustível de até 20% quando comparado ao seu concorrente 777-300ER. Depois da reestruturação, o projeto ainda sofreu críticas por usar alguns painéis de alumínio, que foram então reprojetados em material compósito. As modificações de projeto também foram estendidas ao nariz da aeronave, que utiliza o mesmo projeto de seu irmão maior A380. Os painéis contam com tiras de alumínio para garantir a continuidade elétrica da fuselagem, para dissipar relâmpagos. A Airbus utilizou uma representação da aeronave em tamanho real para desenvolver a fiação, diferentemente do que foi feito com o A380, em que a fiação foi projetada por computadores. A Rolls-Royce plc criou uma nova versão do motor turbofan Trent para a aeronave, denominado Rolls-Royce Trent XWB.
Em janeiro de 2008, a Thales Alenia Space foi a vencedora de um contrato de vinte anos para o fornecimento de aviônicas e equipamentos de navegação, vencendo a Honeywell e Rockwell. A Rockwell e Moog Inc fornecem o estabilizador horizontal e o sistema de gerenciamento de voo, respectivamente. Para desenvolver o design, a Airbus assinou um contrato com a BMW. Em 4 de fevereiro de 2010, a Airbus assinou um contrato com a Panasonic Corporation para fornecer sistemas de entretenimento de bordo e comunicação para a aeronave.

### Produção

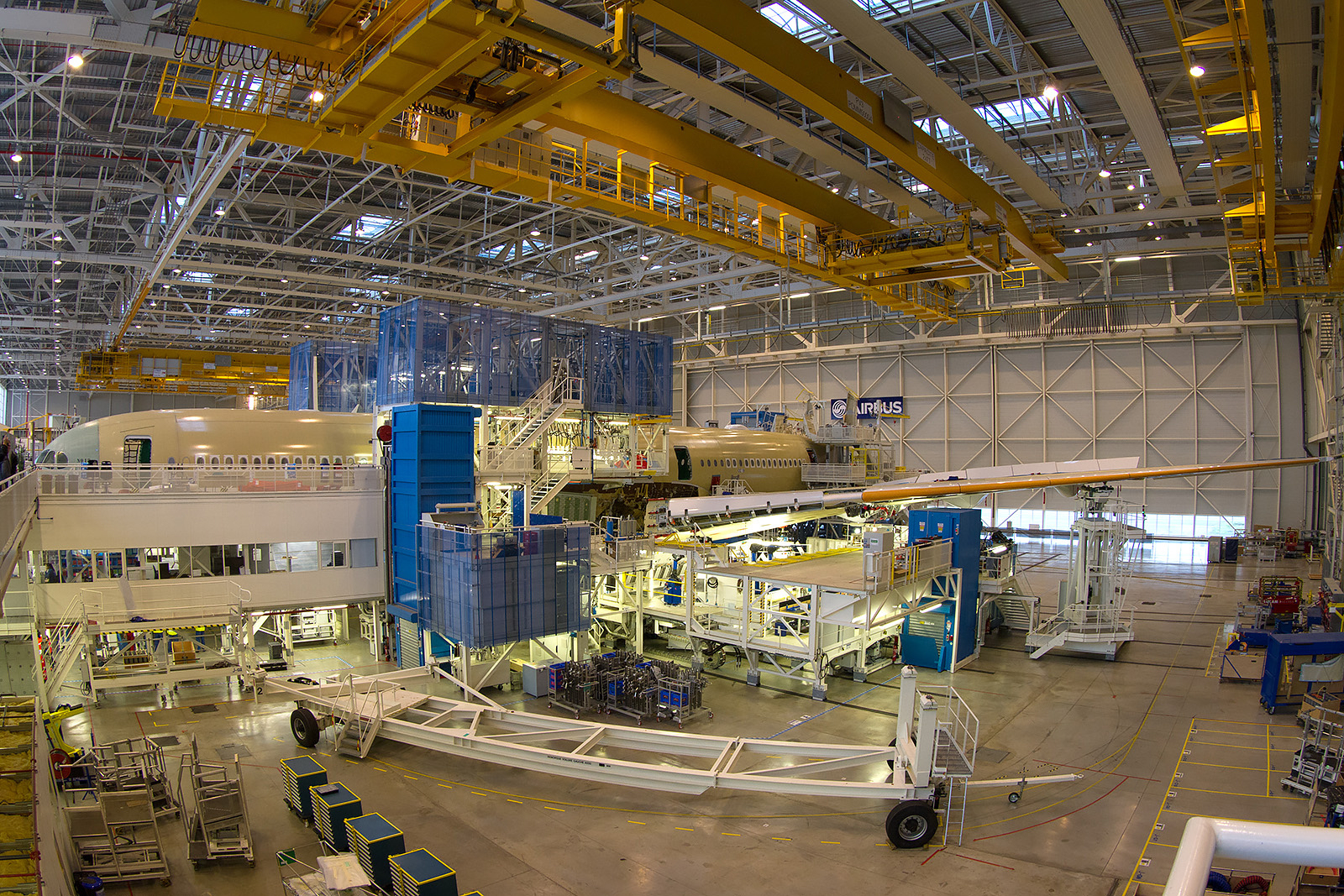
A350 destinado à Finnair em fase final de montagem.

Em 2008, a Airbus planejou introduzir novos procedimentos para reduzir o tempo da aeronave em linha de montagem. O programa de produção da aeronave possui extensa colaboração internacional e investimentos em novas instalações. A Airbus construiu dez novas fábricas na Europa Ocidental e nos Estados Unidos, com extensões realizadas em três fábricas.
Entre as novas fábricas, uma instalação localizada no aeroporto de Hawarden, Broughton, País de Gales, que custou 570 milhões de libras esterlinas, que seria responsável pelas laterais da fuselagem. Em junho de 2009, a Assembleia Nacional do País de Gales anunciou um empréstimo de 28 milhões de libras esterlinas para construir um centro de treinamento para a nova fábrica.
A Airbus fabricou o primeiro componente da aeronave em dezembro de 2009. A produção do primeiro painel de fuselagem começou no final de 2010 em Illescas, Espanha. A construção da primeira asa da aeronave iniciou em agosto 2010.
A fábrica dos estabilizadores na China foi inaugurada no início de 2011. A fuselagem da aeronave foi entregue em 29 de dezembro de 2011. A montagem final do primeiro protótipo da aeronave foi iniciada em 5 de abril de 2012 e foi concluída em dezembro de 2012.

### Testes e certificação
O primeiro teste do motor Rolls-Royce Trent XWB foi feito em 14 de junho de 2010. O motor foi inicialmente testado no Airbus A380, e foi certificado no final de 2011. Em 2 de junho de 2013, os motores foram conectados na aeronave pela primeira vez. A Airbus confirmou que o período de testes duraria doze meses e seriam utilizadas cinco aeronaves. O primeiro voo da aeronave foi realizado no dia 14 de junho de 2013, partindo do Aeroporto de Toulouse-Blagnac.
A aeronave realizou testes climáticos por três semanas no Laboratório McKinley Climatic, na Base Aérea de Eglin, em maio de 2014, sendo submetida a várias configurações climáticas e de umidade, com temperaturas variando de 45 °C a -40 °C.
A aeronave recebeu a certificação da Agência Europeia para a Segurança da Aviação em 30 de setembro de 2014. Em 15 de outubro de 2014, a AESA regulamentou a aeronave para ETOPS 370, permitindo que voe por 370 minutos com apenas um motor operando. A Airbus recebeu aprovação para uma qualificação comum entre pilotos de A350 XWB e A330, já que as cabines de pilotagem são semelhantes entre as duas aeronaves. Em 12 de novembro de 2014, a aeronave recebeu a certificação da Administração Federal de Aviação.

### Entrada em serviço

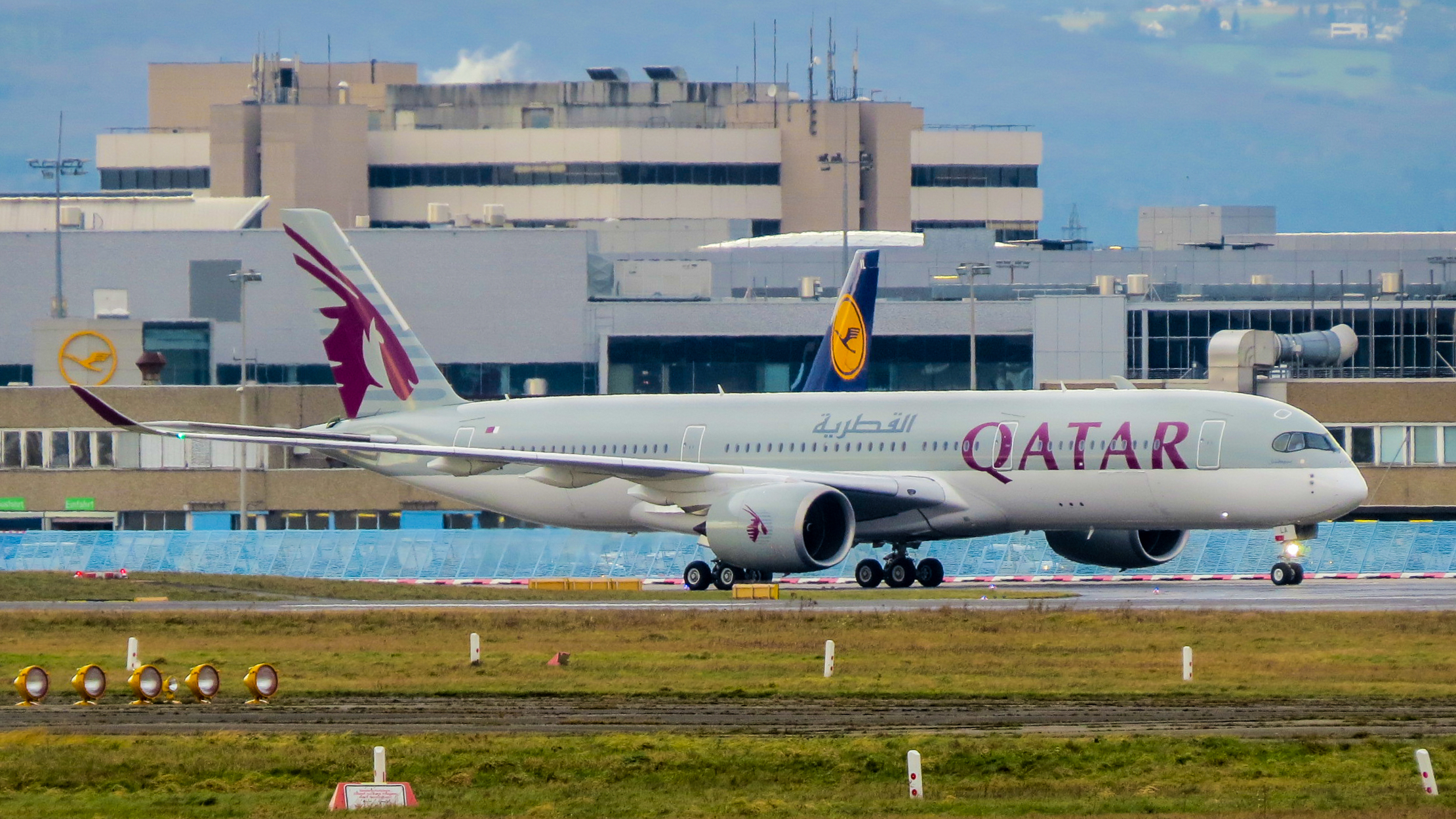
A350 da Qatar Airways após completar o primeiro voo comercial.

Em junho de 2011, a aeronave estava programada para entrar em serviço no primeiro semestre de 2014. Em julho de 2012, a Airbus atrasou a introdução da aeronave, ficando para o segundo semestre de 2014.
A primeira entrega foi para a Qatar Airways em 22 de dezembro de 2014. O primeiro voo comercial foi feito em 15 de janeiro de 2015, entre Doha e Frankfurt.
Foi estimado um aumento da taxa de produção, de três aeronaves por mês no início de 2015, para cinco no final de 2015, e deve atingir até dez aeronaves por mês até 2018. Dezessete aeronaves foram entregues em 2015 e a confiabilidade inicial da aeronave é de 98%.

## Design

### Geral
Em setembro de 2007, a Airbus apresentou planos de projeto para a aeronave. A aeronave tem tecnologias semelhantes às adotadas no Airbus A380, incluindo o sistema fly-by-wire. A aeronave é composta por 53% de materiais compósitos, 19% de alumínio-Lítio, 14 % de titânio, 6% de aço, e 8% de materiais variados. Em outubro de 2008, a Airbus anunciou que a aeronave teria um custo de manutenção 10% menor que seus antecessores.
A Airbus anunciou que a cabine teria 20% de umidade, fazendo com que o passageiro sinta-se em uma altitude igual ou inferior a 6 000 pés (1 800 metros) e reduz a jet lag. A Airbus tinha como objetivo certificar a aeronave com 350 minutos de ETOPS ao entrar em serviço, e atingir 420 minutos entre cinco e dez anos após seu lançamento.

### Fuselagem

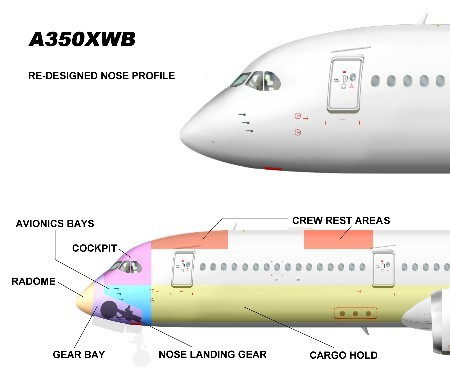
Nariz e seção frontal da fuselagem.

A fuselagem tem um diâmetro de 5,97 metros (19,6 pés), em comparação com os 5,64 metros (18,5 pés) da fuselagem do Airbus A330 e Airbus A340. O diâmetro interno da cabine de passageiros será de 5,61 metros (18,4 pés), enquanto a fuselagem do Boeing 787 Dreamliner tem 5,49 metros (18,0 pés) de diâmetro. Isso permite uma configuração de assentos de 2-4-2 na classe econômica premium, com os assentos tendo uma largura de 49,5 centímetros (19,5 polegadas). A Airbus diz que a largura do assento é 1,3 centímetro (0,5 polegadas) maior do que o assento do 787. Já na classe econômica, a disposição de assentos seria de 3-3-3, a largura do assento é de 45 centímetros (18 polegadas), sendo 1,27 centímetros (0,5 polegadas) maior do que o assento do 787, Em geral, a Airbus promete aos passageiros mais espaço, maior espaço para armazenamento da bagagem de mão e janelas mais amplas do que nos modelos atuais da Airbus.
A seção do nariz da aeronave irá adotar uma configuração semelhante ao A380, com um novo compartimento para o trem de pouso e um para-brisa composto por seis painéis de vidro. O novo nariz melhora a aerodinâmica e permite que a entrada da área de descanso da tripulação gerais seja instalada logo ao lado do cockpit. O novo para-brisas foi projetado para melhorar a visão, reduzindo a largura da coluna central. O nariz é construído utilizando fibra de carbono, mas, de acordo com Gordon McConnell, engenheiro da Airbus, o nariz com uma estrutura de fibra de carbono precisaria de reforços de titânio para proteção contra colisões de pássaros.

### Trem de pouso

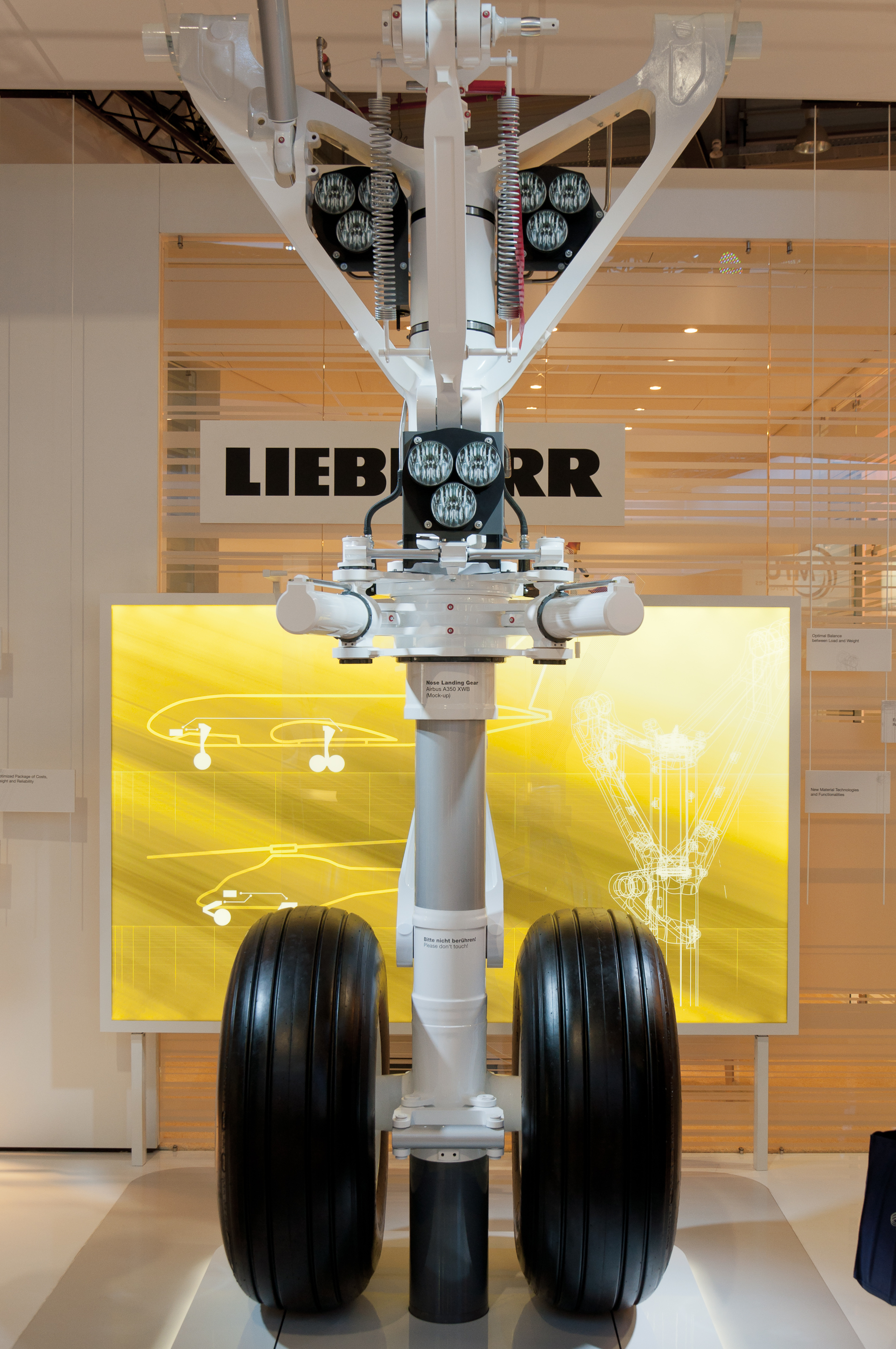
Trem de pouso dianteiro de um A350-900.

A Airbus adotou, neste modelo, um novo conceito de utilização do trem de pouso, com modificações que foram necessárias para o uso dos materiais compósitos. Cada haste do trem de pouso é fixada diretamente na asa, diferentemente das outras aeronaves, que era preso na fuselagem. Isto proporcionou uma melhoria significativa na estrutura aerodinâmica da aeronave com o trem de pouso baixado. Esta solução assemelha-se a concepção do trem de pouso do Vickers VC-10.
O trem de pouso da aeronave foi projetado para que não haja concentração de peso em apenas um conjunto, mas que seja dividido todo o peso da aeronave entre todas as rodas. As versões -800 e -900 tem o conjunto principal formado por oito rodas, quatro em cada lado, e o conjunto dianteiro formado por duas rodas, tendo um comprimento de 4,1 metros (13 pés). Já na versão -1000, com um tamanho significativamente maior, o conjunto principal é formado por doze rodas, seis de cada lado, e o conjunto dianteiro formado por duas rodas, tendo um comprimento de 4,7 metros (15 pés). A empresa francesa Messier-Bugatti-Dowty fornecerá os conjuntos do trem de pouso principal para as versões -800 e -900, enquanto a estadunidense UTC Aerospace Systems irá fornecer os conjuntos para a variante -1000. O trem de pouso dianteiro será fabricado pela empresa suíça Liebherr Group.

### Asas

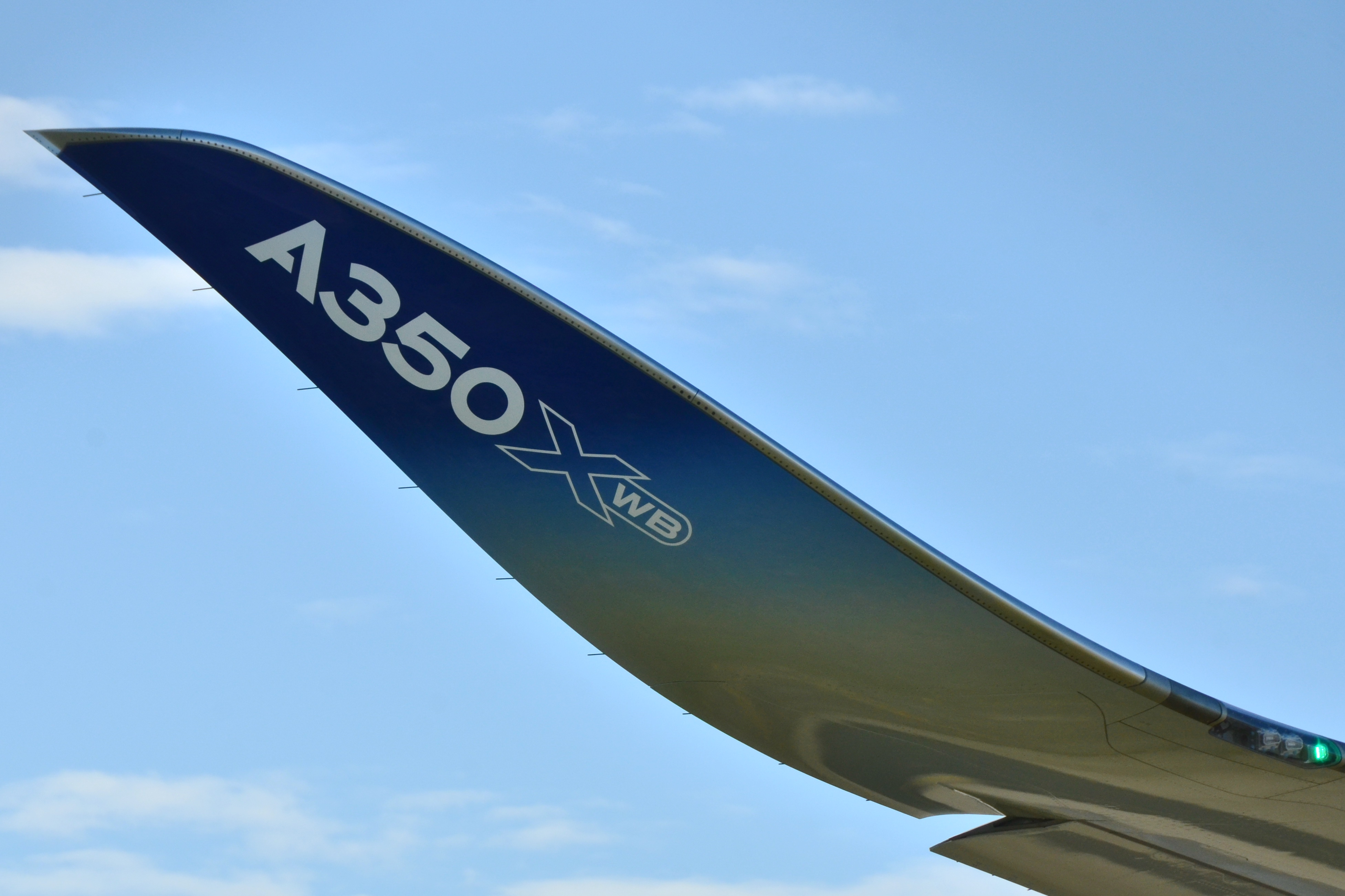
Winglet da aeronave.

A aeronave tem as asas formadas inteiramente por material composto, tendo a mesma envergadura em todas as variantes. Com uma área de 442 metros quadrados (4 760 pés quadrados), a aeronave tem a maior asa entre todas aeronaves widebody e bimotoras em produção, porém será superado pelo Boeing 777X, que se encontra em fase de produção de protótipos, em que está previsto que tenha uma área de asa de 466,8 metros quadrados (5 025 pés quadrados).
A envergadura de 64,75 metros (212,4 pés) é de 4,5 metros (15 pés) maior do que a do Airbus A330. Tem a mesma envergadura do Boeing 777, porém a área da asa do A350 é ligeiramente maior. A asa da aeronave pode atingir um ângulo de inclinação de até 31,9 graus a uma velocidade de cruzeiro de Mach 0,89.
Os winglets da aeronave não são inclinados totalmente para cima, mas sim inclinados em diagonal, como uma continuação da asa. A Airbus utilizou diversas dinâmicas de fluidos computacional e também realizou mais de 4 000 horas de testes em baixa e alta velocidade no túnel de vento para alcançar a configuração final da asa e dos winglets em 17 de dezembro de 2008.
As asas são produzidas na nova fábrica de componentes da Airbus em Broughton, País de Gales, num espaço com 46 000 metros quadrados (500 000 pés quadrados), que emprega 650 trabalhadores, em uma instalação construída com o apoio do governo galês.

### Cockpite aviônicas

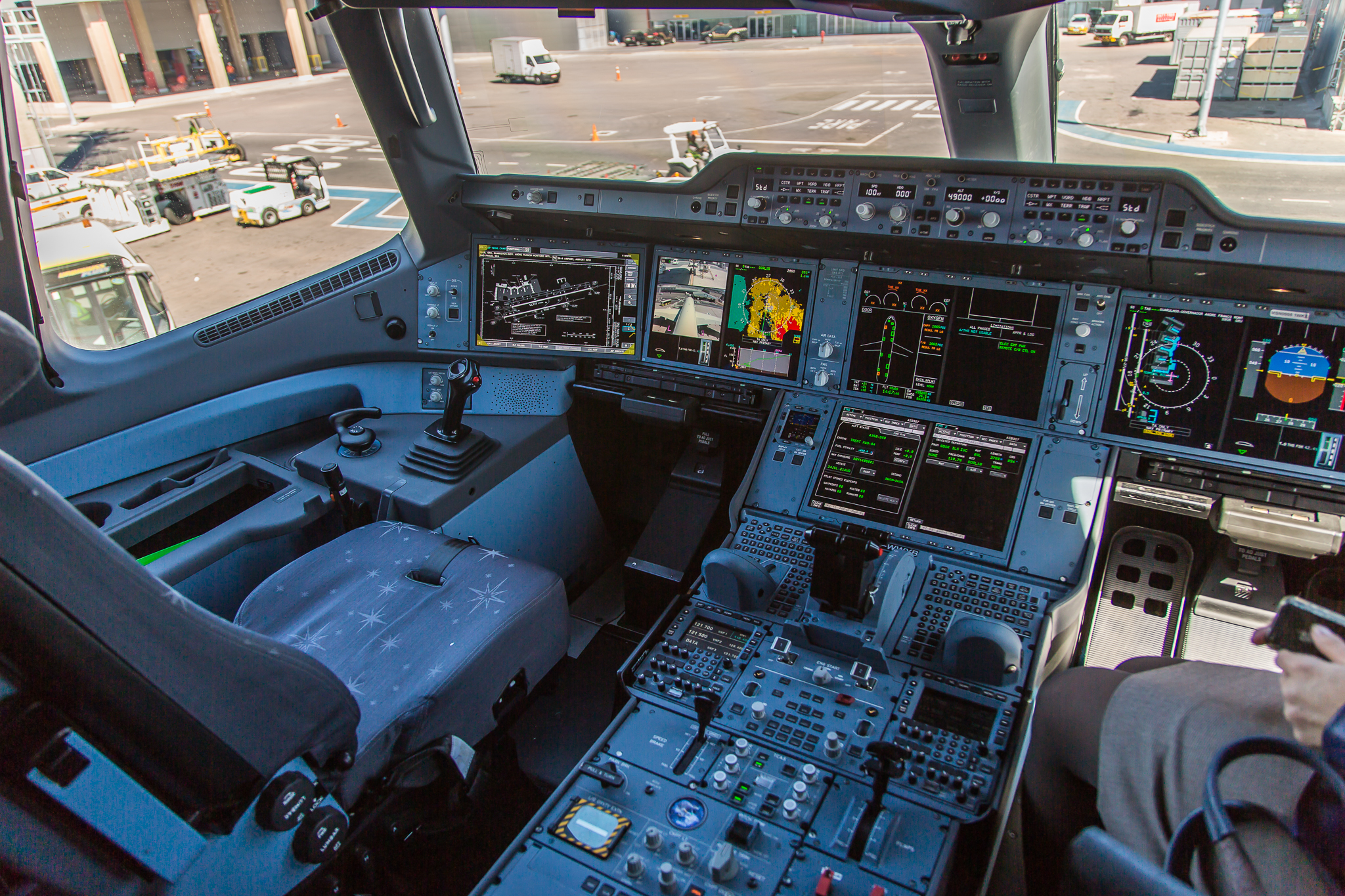
Cockpit de um protótipo.

O projeto da aeronave incluiu um cockpit de vidro, semelhante ao utilizado no Airbus A380, adicionando mais uma tela de LCD de quinze polegadas. A configuração de seis novas telas inclui dois monitores centrais para a verificação dos motores e outros sistemas, além dos avisos de falhas, e dois monitores primários de voo, um para cada piloto. A Airbus diz que o design do cockpit permite a instalação mais fácil de novos equipamentos no futuro, além da facilidade no gerenciamento do software de voo da aeronave.
A aviônica utilizada nesta aeronave é um desenvolvimento dos módulos utilizados no Airbus A380. O módulo do A350 gerencia até 40 funções, como o trem de pouso, o consumo e níveis de combustível, o sistema pneumático, os sistemas gerais da cabine e a detecção de incêndio. A Airbus afirmou que isso causa uma redução nos custos de manutenção e uma redução no peso da aeronave, já que estes módulos substituem diversos processadores físicos.

### Motores

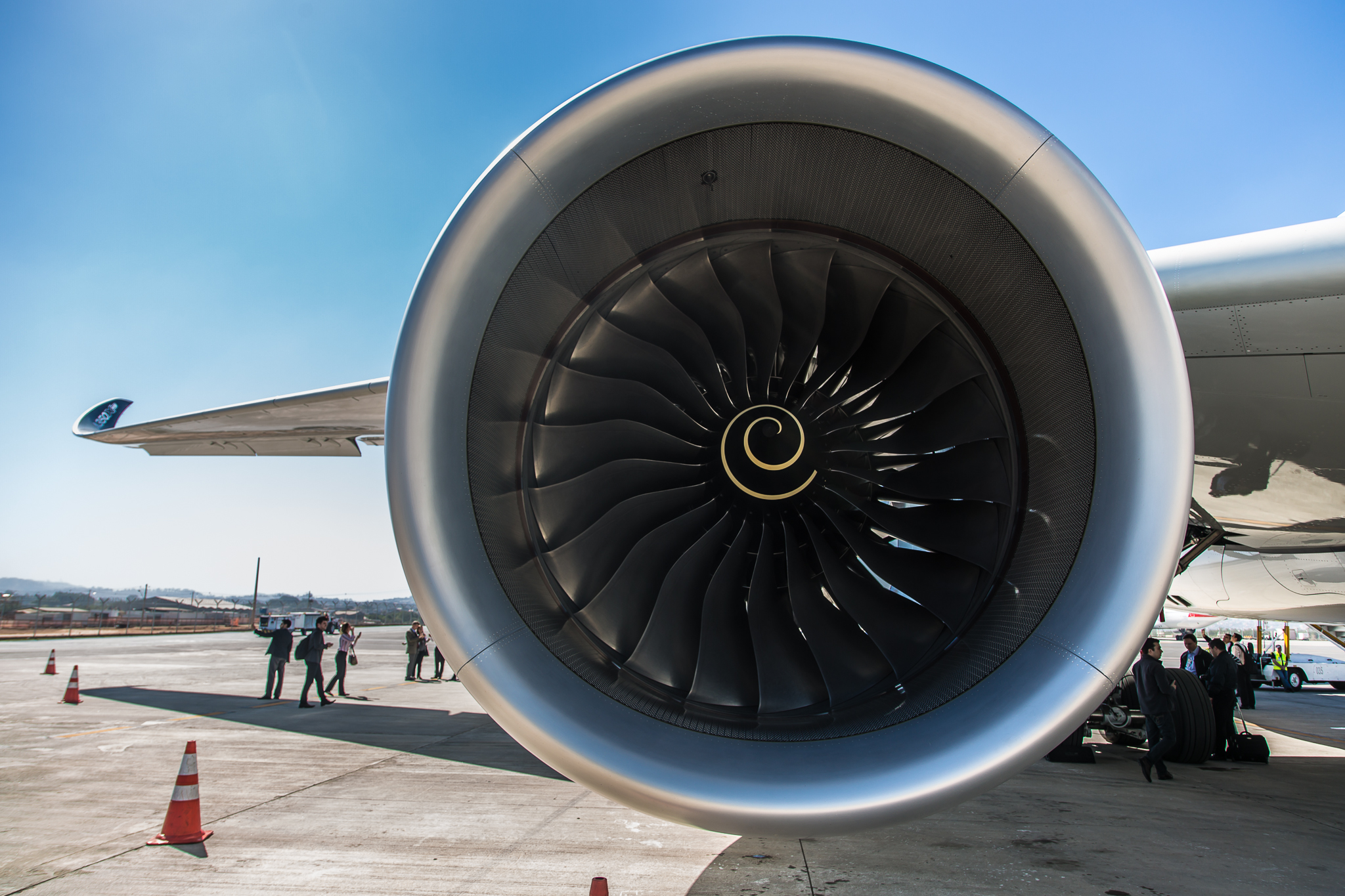
Motor Rolls-Royce Trent XWB de um protótipo utilizado pela Airbus para testes de voo.

A geração de motores Rolls-Royce Trent XWB possui duas variantes, uma para cada variante da aeronave. A versão original, que é utilizada na versão -900, possui um empuxo de 370 kN (83 000 lbf). A versão utilizada na variante -800 teria a potência reduzida para 330 kN (74 000 lbf), mas nunca entrou em produção, já que a variante A350-800 foi cancelada, preferindo-se o A330neo. Já a versão utilizada na variante -1000 terá a potência de 432 kN (97 000 lbf), além de algumas modificações no módulo do ventilador, que terá o mesmo diâmetro, porém terá o maior número de rotações por minuto.
O Trent XWB possui uma fan com três metros de diâmetro, e foi desenvolvido utilizando concepções dos motores Trent 900, utilizado no Airbus A380, e no Trent 1000, utilizado no Boeing 787 Dreamliner. Em comparação com os motores de gerações anteriores, o Trent XWB possui uma emissão de ruído cerca de 15% menor, fazendo com que seja um dos motores mais silenciosos atualmente. As engrenagens de acionamento do reversor são fornecidas pela empresa estadunidense UTC Aerospace Systems.
A aeronave possui uma unidade auxiliar de energia fabricada pela Honeywell, com capacidade de gerar até 1 268 kW (1 700 shp), com 10% maior densidade de energia do que a geração anterior da Honeywell. A Honeywell também fornecerá o sistema de gerenciamento de ar, controle de pressão da cabine e sistemas de resfriamento suplementares. A turbina RAT, ativada quando os dois motores não são capazes de fornecer energia suficiente para a aeronave, é fornecida pela Hamilton Sundstrand e está localizada na parte inferior da fuselagem. Após os problemas com as baterias de lítio-íon do Boeing 787 Dreamliner, em fevereiro de 2013 a Airbus decidiu voltar a utilizar as baterias de níquel-cádmio, embora os testes de voo estivessem sendo feitos com as baterias de lítio-íon.

## Variantes

Comparação entre as três variantes disponíveis da aeronave.

As três principais variantes da aeronave foram lançadas em 2006, com entrada em serviço prevista para 2013. No Show Aéreo de Paris de 2011, a Airbus adiou a entrada em serviço da variante -1000 por dois anos, para meados de 2017. Em julho de 2012, a entrada em serviço da variante -900 foi adiada para o segundo semestre de 2014, porém entrou em serviço apenas em janeiro de 2015. Em outubro de 2012, a variante -800 foi prevista para entrar em serviço em meados de 2016, mas o seu desenvolvimento foi suspenso desde setembro de 2014, e cancelado logo em seguida, por preferência pelo A330neo. O A350 também é oferecido como aeronave executiva, como ACJ350, derivado da versão -900, oferecendo um alcance de 10 800 milhas náuticas (20 000 quilômetros), com capacidade para 25 passageiros.

### A350-800
A variante -800 estava sendo planejada para acomodar 280 passageiros em uma configuração comum de três classes, com um alcance de 15 200 quilômetros (8 200 milhas náuticas). A aeronave deveria ter um peso máximo de decolagem de 248 toneladas, peso máximo de pouso de 190 toneladas, peso da aeronave vazia de 178 toneladas, e 337 kN (76 000 lbf) de empuxo dos motores. Ele foi projetado para competir com o Boeing 787-9 Dreamliner e para substituir o Airbus A330-200. A fuselagem desta variante seria seis metros menor que a da variante -900.
Após atingir 182 intenções de compras em meados de 2008, este número diminuiu a partir de 2010, já que diversos clientes mudaram para as outras variantes maiores. Após o lançamento do Airbus A330neo em 2014, no show Aéreo Internacional de Farnborough, a Airbus suspendeu o desenvolvimento desta variante, com a justificativa de baixa procura dos seus clientes. Mais tarde, o CEO da Airbus confirmou em uma conferência de imprensa em setembro de 2014 que o desenvolvimento da variante -800 havia sido definitivamente cancelado. Naquele momento, haviam apenas dezesseis pedidos para a variante -800, das empresas Yemenia, Aeroflot e Asiana Airlines, que mudaram para a versão -900, e da Hawaiian Airlines, que mudou para o Airbus A330neo.

### A350-900

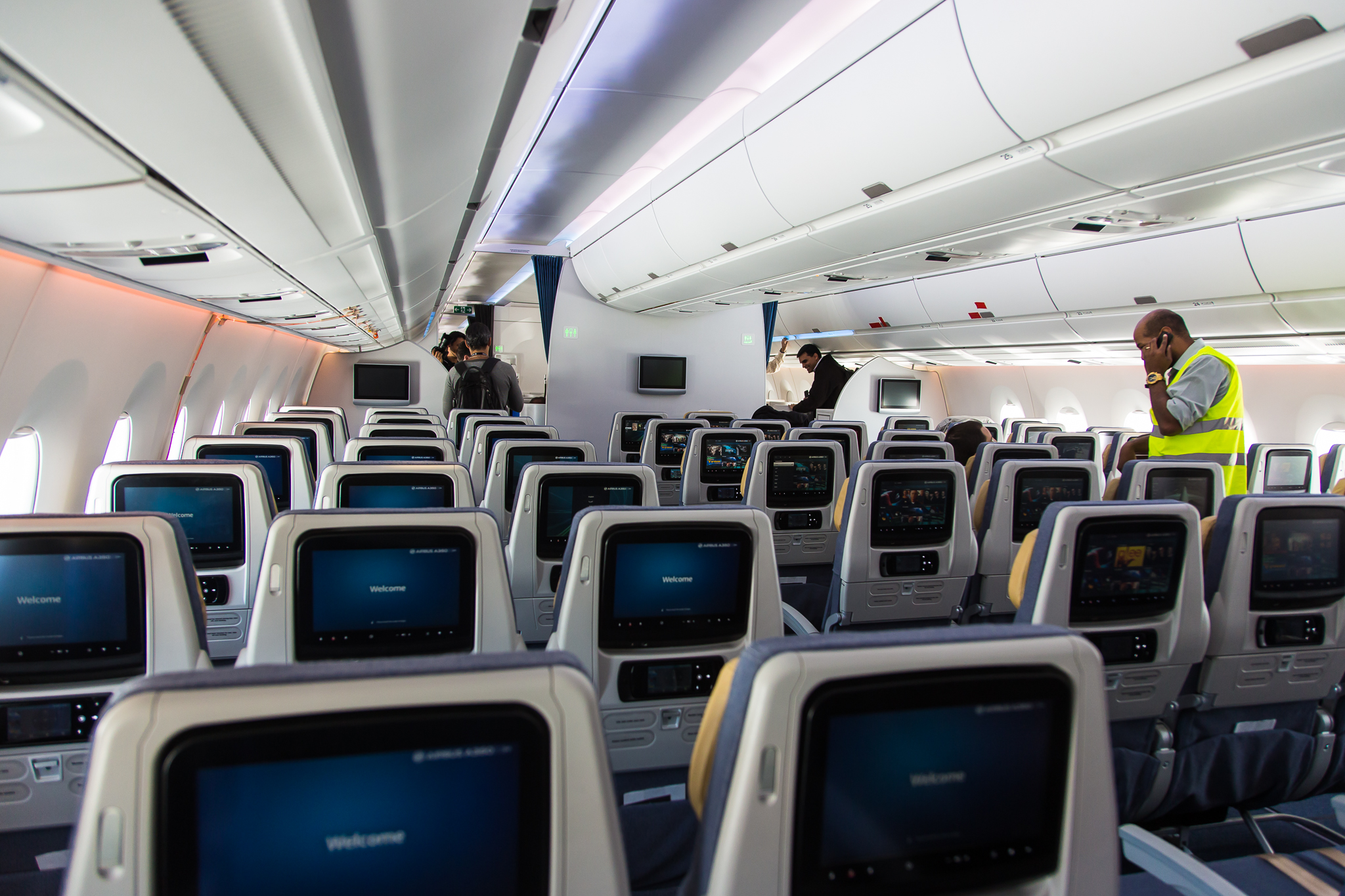
Classe econômica de um protótipo do A350-900, utilizado pela Airbus para testes.

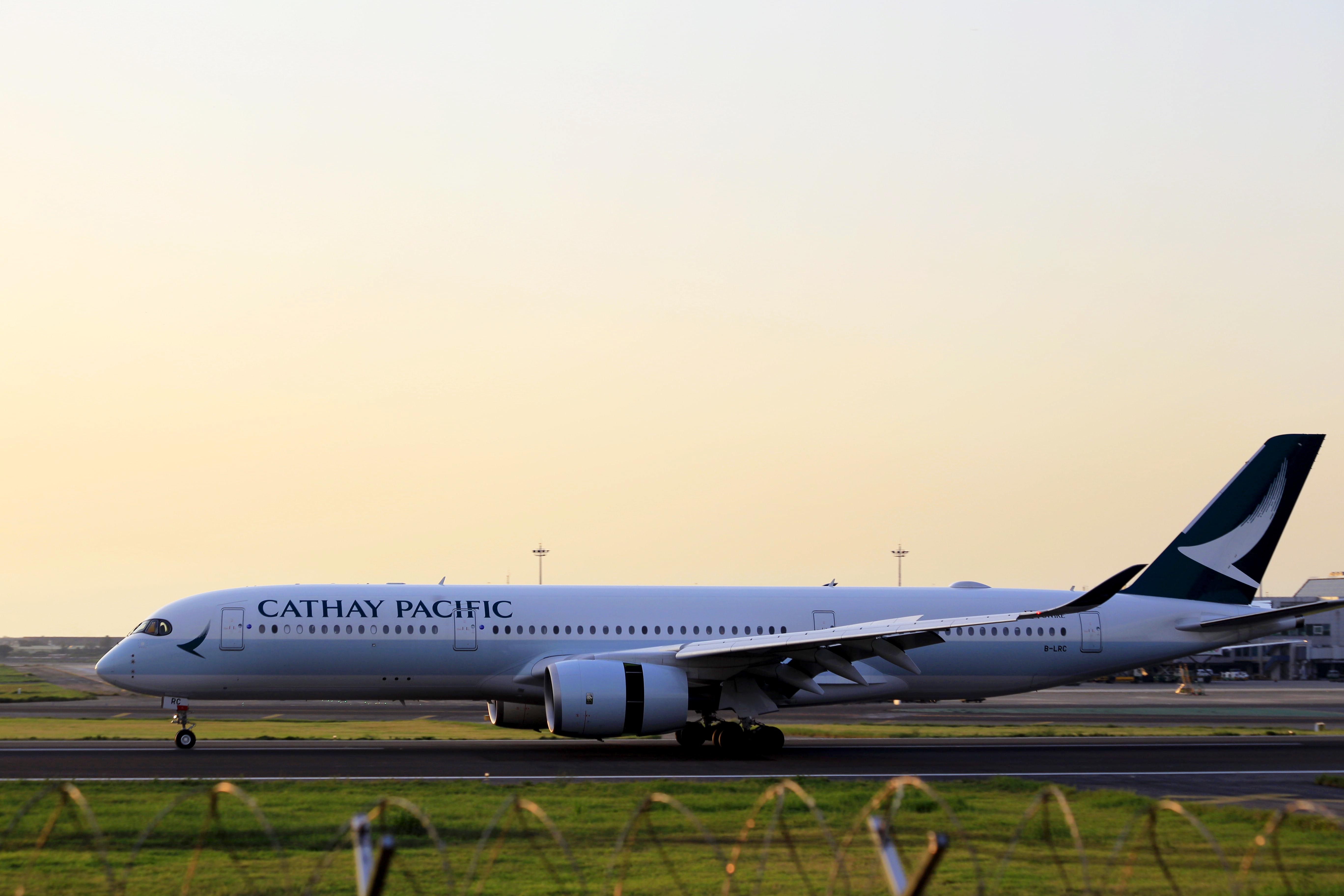
Um A350-900 da Cathay Pacific pousando em Hong Kong.

A variante -900 foi a primeira variante a voar e entrar em serviço. Com um peso máximo de decolagem de 280 toneladas, possui capacidade para 276 passageiros em uma configuração comum de três classes, com um alcance de 8 245 m.n. (15 000 km). Segundo a Airbus, esta variante possui uma economia de combustível de 16% por assento e um custo operacional 25% menor, em comparação com o Boeing 777-200ER. Esta variante é projetada para competir com o Boeing 777 e 787 Dreamliner, ao mesmo tempo em que substitui o Airbus A340-300 e A340-500.
Uma variante com alcance estendido foi planejada, com um motor mais potente, reforço na estrutura e trem de pouso, além do aumento do peso máximo de decolagem para 308 toneladas, oferecendo um aumento de 1 500 quilômetros no alcance. Um cargueiro, com base nesta variante, com um alcance de 9 300 quilômetros e uma capacidade de carga semelhante a de um McDonnell Douglas MD-11F deve ser estudada após a conclusão dos testes da versão -1 000.
Após o lançamento do Boeing 787-10 Dreamliner  no Show Aéreo de Paris em 2013, a Airbus estava avaliando com companhias aéreas o possível desenvolvimento de uma variante com peso máximo de decolagem reduzido para 250 toneladas. A Etihad Airways estava interessado nesta versão, para rotas com até 12 600 quilômetros e com capacidade para 360 passageiros em classe única.
A Philippine Airlines vai substituir os seus Airbus A340-300 pelos A350-900HGW, versão com peso máximo de decolagem aumentado, que permite voos sem escala entre Manila e Nova Iorque, sem limitações de carga útil, percorrendo uma distância de 13 712 quilômetros. Esta versão da Philippine Airlines terá um peso máximo de decolagem de 278 toneladas, dez toneladas acima do que foi previsto no modelo original. Isso permite que a distância seja percorria com 325 assentos em até três classes com configuração comum.

#### A350-900ULR
A variante -900ULR (Ultra Long Range) terá seu peso máximo de decolagem aumentado para 280 toneladas e sua capacidade de combustível de 141 000 litros para 165 000 litros, sendo habilitado para fazer voos de até dezenove horas, sem precisar fazer escala. A Singapore Airlines encomendou sete aeronaves e irá utilizar a aeronave para voos sem escala entre Singapura e Nova Iorque, além de outras cidades da costa oeste dos Estados Unidos. Na configuração que será utilizada pela Singapore Airlines, a aeronave teria uma capacidade reduzida para 170 passageiros (predominantemente assentos de classe executiva), porém a configuração interna poderá ser reajustada. A aeronave está prevista para entrar em serviço em 2018.
Em 2015, no show aéreo de Dubai, foi anunciado um interesse das companhias do golfo Pérsico nesta versão com maior alcance. O aumento no peso máximo de decolagem é de cinco toneladas, em comparação com a versão original. À medida que o consumo de combustível da versão original é de 5,8 toneladas por hora, a aeronave precisa de mais 24 toneladas de combustível para voar as dezenove horas, como previsto no projeto.
A versão executiva do A350, o ACJ350, é derivada desta versão de longo alcance. Como resultado do aumento da capacidade de combustível, as versões executivas e com alcance alongado tem um alcance máximo de 20 000 quilômetros (11 000 milhas náuticas), fazendo com que seja a aeronave com maior alcance atualmente.

### A350-1000

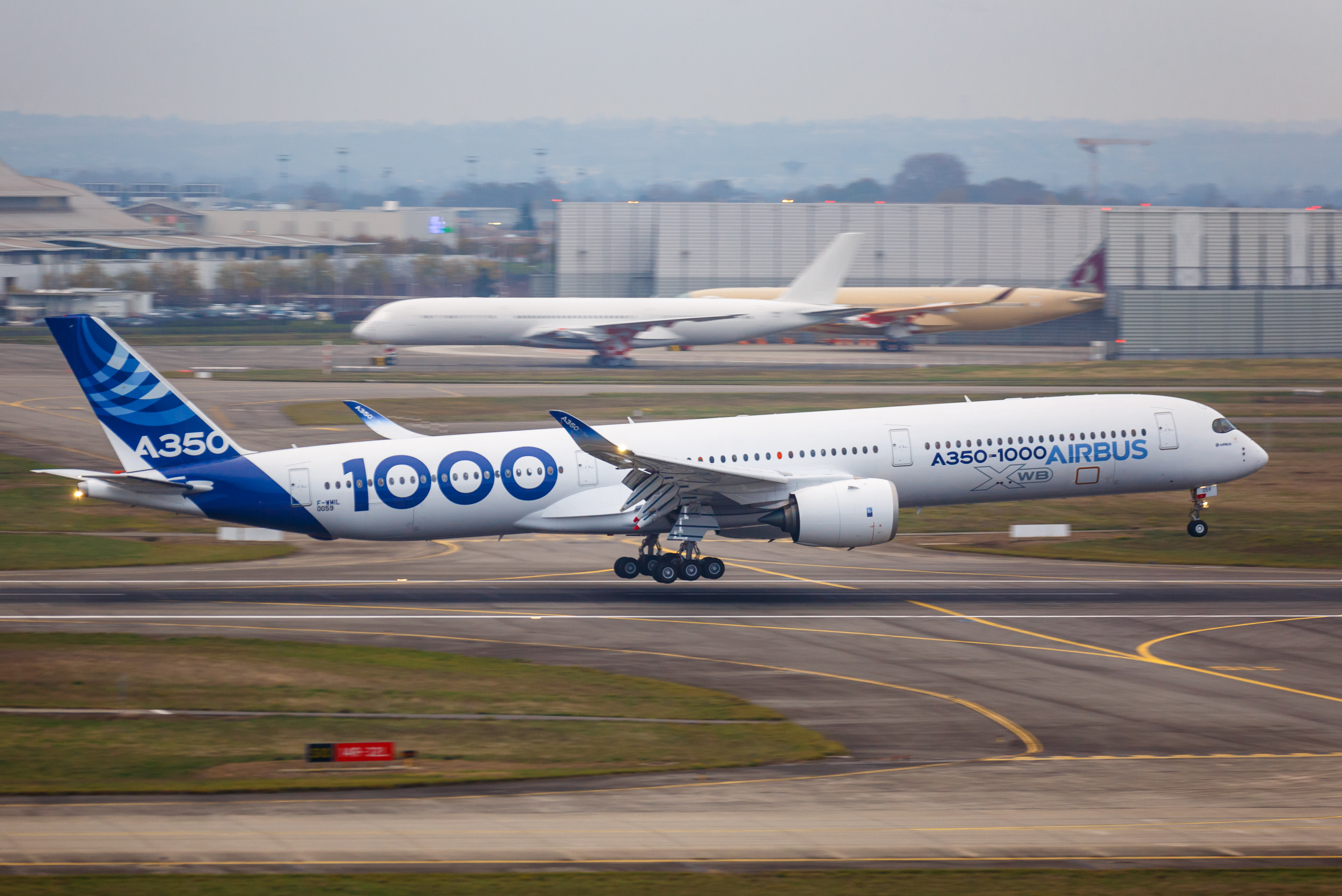
Protótipo da versão -1000 após concluir seu segundo voo em Toulouse.

O A350-1000 é, atualmente, a maior aeronave bimotora da Europa e a maior variante fabricada atualmente, com 74 metros de comprimento pode acomodar até 366 passageiros em uma configuração comum de três classes, com um alcance de 14 750 km (8 000 m.n.). Com uma configuração interna de assentos 3-3-3, a aeronave é projetada para substituir o Airbus A340-600 e para competir com o Boeing 777-300ER e Boeing 777X. Airbus estima a variante -1000, equipada com 366 assentos, deve ter um peso de 35 toneladas mais leve do que um Boeing 777-9, equipado com 398 assentos, um custo de viagem 15% inferior e um custo por assento 7% menor, com um alcance de 400 milhas náuticas maior. Em comparação com um 777-300ER, a aeronave tem uma economia de 25% no consumo de combustível por assento.
Esta versão tem um aumento de 11 formers em relação a versão -900, e terá uma asa ligeiramente maior do que as outras variantes. Uma extensão do winglet aumenta a área da asa em 4%. Isto irá aumentar os flaps e os ailerons, melhorando significativamente o desempenho da aeronave em voo de cruzeiro. O trem de pouso principal possui seis rodas, ao invés de quatro rodas, como utilizado na versão -900, além do aumento no empuxo do motor Rolls-Royce Trent XWB para 97 000 libras de força (430 kN). Estes reajustes na engenharia da aeronave foram necessários para que o modelo pudesse ter maior capacidade de passageiros.
A montagem final do primeiro protótipo da variante foi iniciada em setembro de 2015, que foi concluída em 15 de abril de 2016. O seu voo inaugural ocorreu em 24 de novembro de 2016. O programa de testes da variante programado para 1 600 horas, sendo 600 horas no primeiro protótipo, para ser testados a performance, sistemas e controles de motores; 500 horas no segundo protótipo para campanhas testes em ambientes frios e quentes, verificações de trem de pouso e testes de alta altitude; 500 horas no terceiro protótipo, para a avaliação de ETOPS, testes com a cabine de passageiros e certificação final. A Airbus concluiu os testes funcionais e de confiabilidade no terceiro trimestre de 2017. A Qatar Airways, como lançadora, foi a primeira cliente desta variante.
A Certificação de Tipo foi concedida pela EASA e FAA em 21 de novembro de 2017. A primeira unidade da série estava na último estágio de montagem no início de dezembro e após seu primeiro voo em 7 de dezembro, a entrega para o cliente de lançamento caiu para o início de 2018. O atraso ocorreu devido a problemas com a instalação dos assentos da classe executiva da Qatar Airways. Depois dos atrasos a primeira aeronave foi entregue em 20 de fevereiro e entrou em serviço comercial na rota Doha-Londres-Heathrow da Qatar Airways em 24 de fevereiro.

## Pedidos e entregas

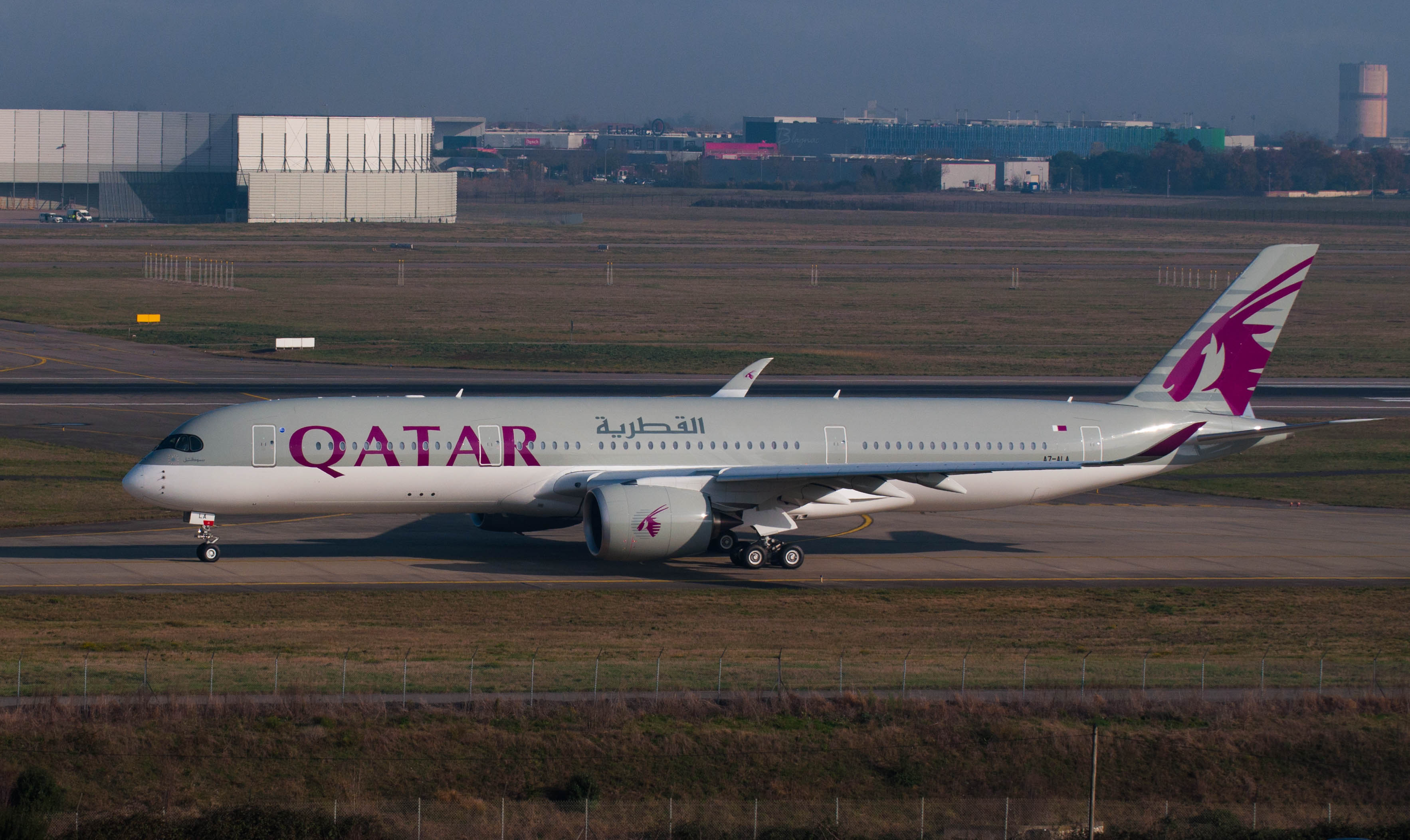
A Qatar Airways foi a primeira operadora, recebendo a primeira aeronave em dezembro de 2014.

Em 30 de abril de 2023, a aeronave contava com 761 pedidos para a variante -900, com 461 entregas e 222 pedidos para versão -1000, com 69 entregas desta versão.
|           | Pedidos | Entregas |
| A350-900  | 761     | 461      |
| A350-1000 | 222     | 69       |
| Total     | 983     | 590      |

|          |           | 2006 | 2007 | 2008 | 2009 | 2010 | 2011 | 2012 | 2013 | 2014 | 2015 | 2016 | 2017 | 2018 | 2019 | 2020 | 2021 | 2022 | 2023 | Total |
| Pedidos  | Pedidos   | 2    | 292  | 163  | 51   | 78   | -31  | 27   | 230  | -32  | -3   | 41   | 36   | 40   | 32   | -11  | 2    | 8    | 42   | 967   |
| Entregas | A350-900  | –    | –    | –    | –    | –    | –    | –    | –    | 1    | 14   | 49   | 78   | 79   | 87   | 45   | 49   | 50   | 42   | 461   |
| Entregas | A350-1000 | –    | –    | –    | –    | –    | –    | –    | –    | –    | –    | –    | –    | 14   | 25   | 14   | 6    | 10   | 9    | 69    |
| Entregas | Total     | –    | –    | –    | –    | –    | –    | –    | –    | 1    | 14   | 49   | 78   | 93   | 112  | 59   | 55   | 60   | 9    | 530   |

Gráfico de pedidos e entregas (cumulativo, por ano):

 Pedidos
 Entregas
Em 30 de abril de 2023

## Operadores

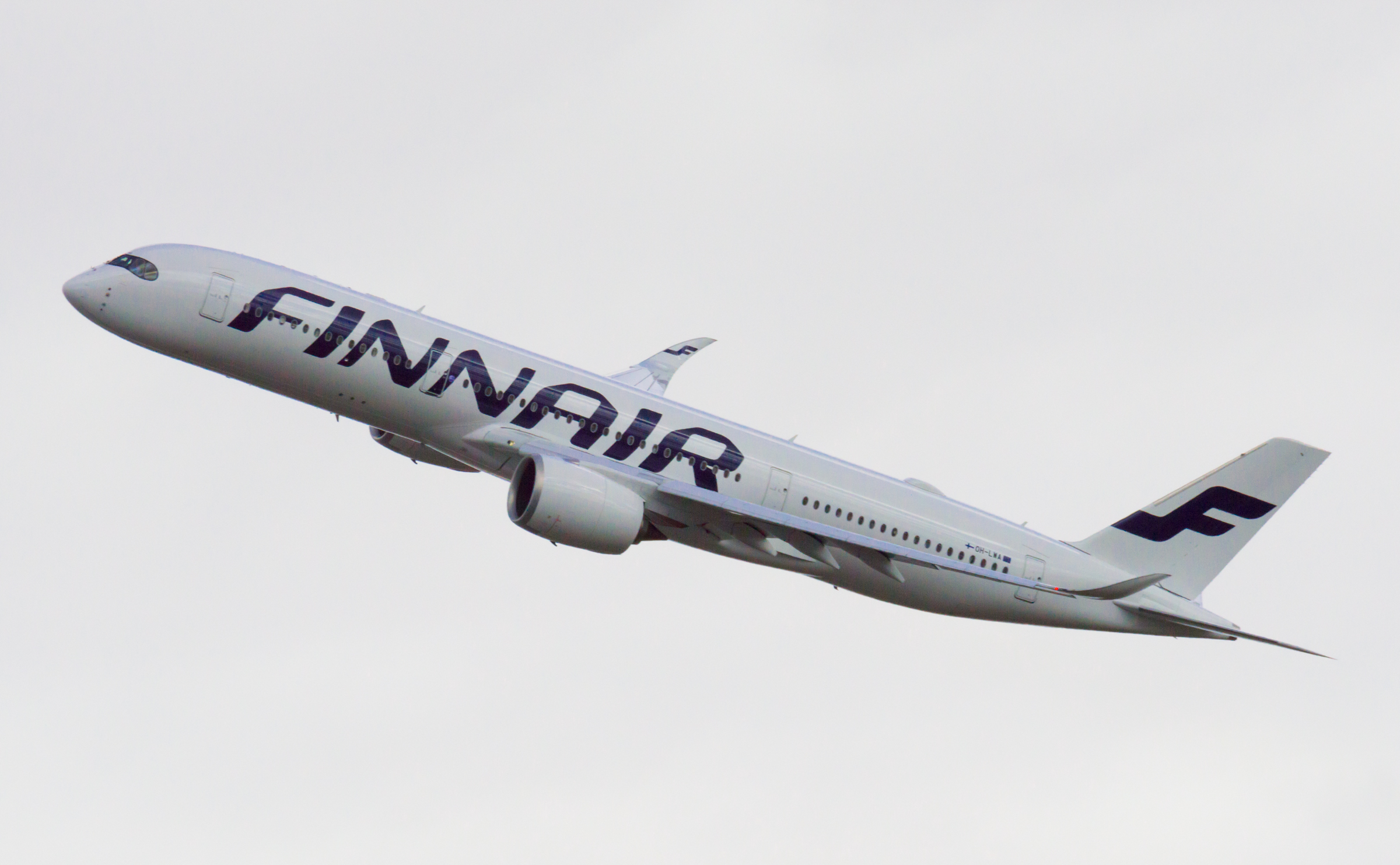
Airbus A350-900 da Finnair.

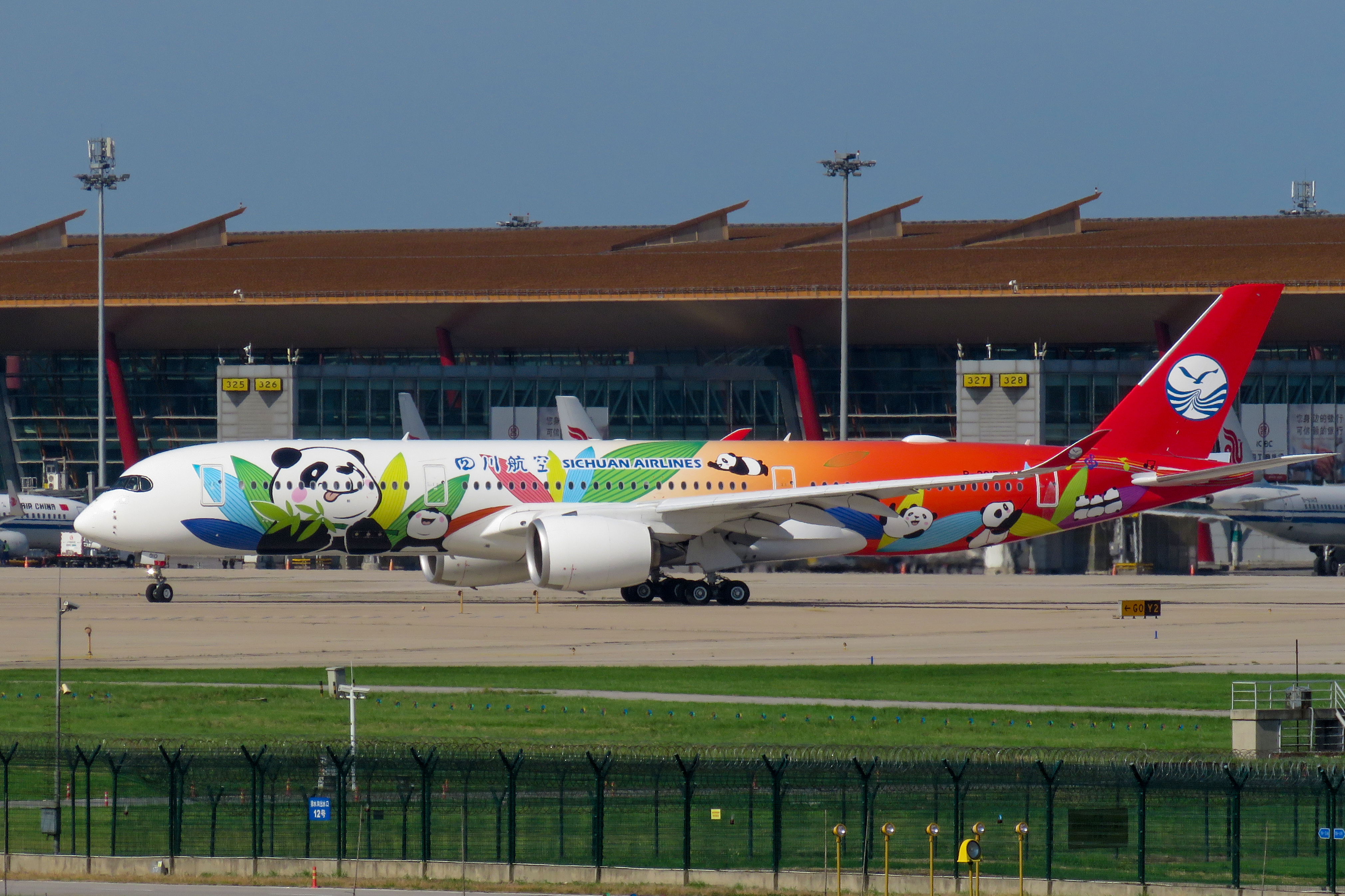
Airbus A350-900 da Sichuan Airlines.

Em janeiro de 2018, 149 aeronaves estavam em serviço por dezenove companhias aéreas, sendo dezessete conhecidas e uma cuja identificação não é revelada pela Airbus (undisclosed).
- Aeroflot Russian Airlines, com 6 aeronaves (primeira entrega em 28 de Fevereiro de 2020).[150]
- Air Caraïbes, com 2 aeronaves (primeiro serviço comercial em 2 de março de 2017).[151]
- Air China, com 15 aeronaves (primeira entrega em 8 de Agosto de 2018).[152]
- Air France, com 11 aeronaves (primeira entrega em Setembro de 2019).[153]
- Asiana Airlines, com 13 aeronaves (primeiro serviço comercial em 15 de maio de 2017).[154]
- Cathay Pacific, com 41 aeronaves (primeiro serviço comercial em 1 de junho de 2016).[155][156]
- China Airlines, com 14 aeronaves (primeiro serviço comercial em 30 de outubro de 2016).[157]
- Delta Air Lines, com 15 aeronaves (primeiro serviço comercial em 30 de outubro de 2017).[158]
- Ethiopian Airlines, com 14 aeronaves (primeiro serviço comercial em 2 de julho de 2016).[159]
- Finnair, com 16 aeronaves (primeiro serviço comercial em 9 de outubro de 2015).[160]
- Hong Kong Airlines, com 3 aeronaves (primeiro serviço comercial em 10 de setembro de 2017).[161]
- Japan Airlines, com 12 aeronaves (primeira entrega em 13 de Junho de 2019).[162]
- Lufthansa, com 17 aeronaves (primeiro serviço comercial em 10 de fevereiro de 2017).[163]
- Malaysia Airlines, com 2 aeronaves (primeiro serviço comercial em 8 de dezembro de 2017).[164]
- Qatar Airways, com 53 aeronaves (primeiro serviço comercial em 15 de janeiro de 2015).[165]
- Singapore Airlines, com 56 aeronaves (primeiro serviço comercial em 8 de março de 2016).[166]
- Thai Airways, com 4 aeronaves (primeiro serviço comercial em 4 de setembro de 2016).[167]
- Turkish Airlines, com 5 aeronaves (primeira entrega em 23 de Outubro de 2020).[168]
- Vietnam Airlines, com 10 aeronaves (primeiro serviço comercial em 3 de julho de 2015).[169]

## Especificações
| Modelo                           | A350-900 | A350-1000 |
| -------------------------------- | --- | --- |
| Tripulação                       | Dois | Dois |
| Capacidade de passageiros        | 325 (comum) 315 (duas classes) 440 (máximo) | 369 (comum) 387 (duas classes) 440 (máximo)                                                                             |
| Comprimento                      | 66,8 metros (219 pés) | 73,8 metros (242 pés)                                                                                                   |
| Envergadura                      | 64,75 metros (212 pés) | 64,75 metros (212 pés)                                                                                                  |
| Área da asa                      | 442 metros quadrados (4 760 pés quadrados) | 460 metros quadrados (5 000 pés quadrados)                                                                              |
| Enflechamento da asa             | 31.9° | 31.9° |
| Altura                           | 17,05 metros (55,9 pés) | 17,08 metros (56 pés)                                                                                                   |
| Largura da fuselagem             | 5,96 m (19,6 pé) | 5,96 m (19,6 pé) |
| Largura do assento               | 18 polegadas (45,7 centímetros) em uma configuração 3-3-3. 16,8 polegadas (42,7 centímetros) em uma configuração 3-4-3.                                          | 18 polegadas (45,7 centímetros) em uma configuração 3-3-3. 16,8 polegadas (42,7 centímetros) em uma configuração 3-4-3. |
| Altura da fuselagem              | 6,09 metros (20 pés) | 6,09 metros (20 pés) |
| Largura da cabine                | 5,61 metros (18,4 pés) | 5,61 metros (18,4 pés)                                                                                                  |
| Peso máximo de decolagem         | 280 toneladas (617 000 libras) | 308 toneladas (679 000 libras)                                                                                          |
| Peso máximo de pouso             | 207 toneladas (456 000 libras) | 233 toneladas (514 000 libras)                                                                                          |
| Peso da aeronave sem combustível | 195,7 toneladas (431 000 libras) | 220 toneladas (485 000 libras)                                                                                          |
| Peso vazio                       | 115,7 toneladas (255 100 libras) | |
| Peso operacional vazio           | 145 toneladas (320 000 libras) | 155 toneladas (341 700 libras)                                                                                          |
| Capacidade máxima de carga       | 36 LD3 ou 11 paletes | 44 LD3 ou 14 paletes |
| Velocidade de cruzeiro           | Mach 0,85 (488 nós) | Mach 0,85 (488 nós) |
| Cruise speed, maximum            | Mach 0,89 (513 nós) | Mach 0,89 (513 nós) |
| Alcance máximo                   | 15 000 quilômetros (8 100 milhas náuticas) 16 120 quilômetros (8 700 milhas náuticas, versão -900ULR) 20 000 quilômetros (10 800 milhas náuticas, versão ACJ350) | 14 800 quilômetros (7 990 milhas náuticas)                                                                              |
| Distância de decolagem           | 2 200 metros (7 200 pés) | 3 090 metros (10 140 pés)                                                                                               |
| Landing distance at SL, ISA      | 1 966 metros (6 450 pés) | |
| Capacidade máxima de combustível | 140 795 litros (37 200 galões) | 156 000 litros (41 200 galões)                                                                                          |
| Teto de serviço                  | 43 000 pés (13 100 metros) | 43 000 pés (13 100 metros)                                                                                              |
| Motores (2×)                     | Rolls-Royce Trent XWB | Rolls-Royce Trent XWB                                                                                                   |
| Empuxo                           | 374,5 kilonewtons (84 200 libras) | 432 kilonewtons (97 100 libras)                                                                                         |

### Designação das variantes
| Modelo    | ICAO | Motores      | Data de certificação   |
| --------- | ---- | ------------ | ---------------------- |
| A350-941  | A359 | Trent XWB-84 | 30 de setembro de 2014 |
| A350-1041 | A35K | Trent XWB-97 | 21 de dezembro de 2017 |